# John Dewey
John Dewey, ameriški filozof, psiholog in pedagog, * 20. oktober 1859, Burlington, Vermont, ZDA † 1. junij 1952, New York, ZDA.
Velja za enega najpomembnejših ameriških filozofov 20. stoletja in enega vodilnih predstavnikov ameriške šole pragmatizma. Dewey svojo različico pragmatizma, ki je pogosto pri različnih predstavnikih utemeljen na različnih izvorih, imenuje instrumentalizem. Neločljivo s filozofskim delom sta povezana njegov prispevek k psihologiji, kjer je zagovarjal funkcionalistični pristop, in k pedagoškemu delu, pri katerem je vpeljal nekatere predloge liberalnih reform učiteljevega motivacijskega dela z učenci. Po njegovem je glavna naloga izobraževanja spodbujati posameznike, da razvijejo svoj potencial kot ljudje tako v intelektualnem kot v etičnem in estetskem smislu. Uspešno pedagoško delo, ki odvrača od tradicionalno rutinskega in avtoritarnega dela učitelja z učenci, je po Deweyu predpogoj ozaveščene javnosti in uspešne demokracije, v kateri politična oblast ne zavrača svobodnega in kritičnega mišljenja.
Deweyev liberalno izobraževalni ideal, s katerim je daleč najbolj vplival, je tesno povezan z delom, ki posega v ostale filozofske discipline. Njegova epistemologija in filozofija psihologije sta kritika klasičnega kartezijanskega dualizma in determinizma v razumevanju svobodne volje posameznika. Bil je kritik vsake filozofije, ki ne najde potrditve v praksi. Namesto tega je zagovarjal stališče, da je človek tesno povezan z okoljem in se je sposoben vplivom okolja aktivno odzvati ter ob tem intelektualno, moralno in tudi duhovno rasti. Za praktične in življenjsko uporabne vidike filozofije se je zavzemal s pomočjo znanstvene metode na področju raziskovanja človekove duševnosti.

## Življenje
John Dewey je bil rojen kot tretji od štirih sinov v mestu Burlington v državi Vermont v Novi Angliji. Skupaj z ostalimi tremi brati - prvorojenec je umrl že kmalu po rojstvu - je obiskoval javno šolo in univerzo v tem mestu, na kateri je tudi diplomiral. Na univerzi je bila filozofija omejena prevsem na kalvinistično teologijo, medtem ko je imel Dewey širše zanimanje za aktualna odkritja na področju znanosti, predvsem Darwinovega evolucionizma v biologiji in eksperimentalne metode v psihologiji. 
Deweyev začetek v filozofijo je predstavljalo ukvarjanje s Heglovo filozofijo. Po objavi nekega eseja v ameriškem heglijanskem glasilu Journal of Speculative Philosophy se čutil dovolj prepričanega, da se je usmeril v filozofsko kariero. Študij je nadaljeval na Univerzi Johnsa Hopkinsa v Baltimoru, kjer je leta 1884 tudi promoviral z dizertacijsko temo Psihologija pri Kantu. Psiholog in pedagog Granville Stanley Hall, ki je predaval na tej univerzi, je njegovo zanimanje preko heglijanstva usmeril v eksperimentalno psihologijo. Po doktoratu je deset let poučeval na Univerzi v Michiganu, kjer je objavil svoja prva psihološko-filozofska dela, dokler se ni leta 1894 preselil v Chicago na novo ustanovljeno univerzo. Od heglijanskega idealizma se je pod vedno močnejšim vplivom takrat rastoče filozofske šole ameriškega pragmatizma, katere najvplivnejša prestavnika starejše generacije sta bila Charles Sanders Peirce in William James, usmeril v uporabnejša znanja oziroma znanosti, kot sta psihologija in pedagogika. Ob pomoči univerze in kolegov je ustanovil poskusno šolo, kjer so učence eksperimentalno poučevali po njegovih pedagoških načelih. Dewey je pedagoške cilje podredil aktivni osebnostni rast posameznika, učitelja pa je omejil na vlogo motivatorja, ki je učencu zgolj v podporo in v spodbudo pri raziskovalnju ter reševanju problemov, ne pa avtoritativni posredovalec znanj. Izkušnje pri delu z učenci je strnil v delu »Šola in družba«. Leta 1904 se je zaradi sporov glede vodenja šole razšel s čikaško univerzo. Še istega leta je sledilo vabilo Univerze Columbia v New Yorku, kjer je vsa leta do upokojitve vodil katedro za filozofijo in kolidž za učitelje pod okriljem univerze. 
V letih poučevanja na Univerzi Columbia sta njegov ugled in vpliv vedno bolj naraščala. Poleg izobraževanja je razpravljal še o političnih vprašanjih, predvsem o odnosih med državo in civilno družbo, kakor v delu »Javnost in njeni problemi«. Prav tako se je angažiral v mnogih političnih vprašanjih, npr. glede sindikalnega angažiranja, političnih pravic žensk in zagotavljanja akademske svobode raziskovanja znotraj univerz. Leta 1919 je skupaj z ekonomistom Thorsteinom Veblnom in zgodovinarjem Jamesom H. Robinsonom ustanovil zasebno univerzo The New School for Social Research.
Po upokojitvi leta 1930 ni miroval pač pa je nadaljeval s svojim filozofsko-pedagoškim delom in pro-demokratičnim političnim angažiranjem. Prav tako je napisal zagovor v bran Bertrandu Russllu, ko ga je leta 1940 neki sodnik irskega rodu ocenil za moralno neprimernega, da bi poučeval filozofijo na newyorški univerzi City College. K temu lahko prištejemo še raziskavo o Stalinovih sodnih mahinacijah proti njegovemu političnemu rivalu Trockemu.
Dopisoval si je s številnimi filozofi, med drugim tudi s Henrijem Bergsonom in Martinom Bubrom. Bil je dvakrat poročen. V prvem zakonu sem mu je rodilo šest otrok.
V Sloveniji je Deweyeva filozofija razmeroma skromno sprejeta. Prevedena so zgolj tri dela: družbeno-politično delo »Javnost in njeni problemi«, ki jo je prevedel zgodaj preminuli filozof in komunikolog Andrej Pinter, delo s področja filozofije religije »Skupna vera« in delo s področja vzgoje in izobraževanja "Šola in družba" (prevedel Goran Gaber).

## Najpomembnejša dela
Deweyev opus je izjemno obsežen. Poleg več kot 40 knjižnih monografij je napisal preko 400 strokovnih člankov.
- »Šola in družba« (The School and Society, 1899)
- »Kako mislimo?« (How We Think, 1910, 1933)
- »Demokracija in vzgoja: uvod v filozofijo izobraževanja« (Democracy and Education: an introduction to the philosophy of education, 1916)
- »Rekonstrukcija v filozofiji« (Reconstruction in Philosophy, 1919)
- »Človeška narava in vedénje« (Human Nature and Conduct, 1922)
- »Izkušnja in narava« (Experience and Nature, 1925)
- »Javnost in njeni problemi« (The Public and its Problems, 1927)
- »Novi in stari individualizem« (Individualism Old and New, 1930)
- »Skupna vera« (A Common Faith, 1934)
- »Umetnost in izkustvo« (Art as Experience, 1934)
- »Svoboda in kultura« (Freedom and Culture, 1939)